# ویموکی جایاسوندرا
ویموکی جایاسوندرا (سینهالی: විමුක්ති ජයසුන්දර؛ ۲۹ ژوییه ۱۹۷۷) یک کارگردان، و فیلم‌نامه‌نویس اهل سری‌لانکا است. فیلم او سرزمین متروک برنده دوربین طلایی از جشنواره فیلم کن شده است. از فیلم‌های او می توان به قارچ اشاره کرد.